# 10085 Jekennedy
10085 Jekennedy eller 1990 QF5 är en asteroid i huvudbältet som upptäcktes den 25 augusti 1990 av den amerikanske astronomen Henry E. Holt vid Palomarobservatoriet. Den är uppkallad efter den kanadensiske fysikern John Edward Kennedy.
Asteroiden har en diameter på ungefär 19 kilometer.